# Shaun Goater
Shaun Leonard Goater (Hamilton, 25 febbraio 1970) è un allenatore di calcio ed ex calciatore bermudiano, di ruolo attaccante.

## Carriera

### Giocatore
La carriera calcistica di Goater si svolse quasi esclusivamente in Inghilterra, con club di prima e seconda divisione inglese. Nel 1998 firmò un contratto di quattro anni col Manchester City, ma nonostante l'apporto realizzativo di Goater, la squadra non riuscì ad evitare la retrocessione in seconda divisione.
Nella stagione 1999-2000, dopo il ritorno della squadra in First Division, Goater in quell'anno fu il miglior marcatore della squadra con 29 gol.
Lo stesso anno ricevette un riconoscimento nel suo paese natale, le Bermuda; venne anche indetto un giorno in suo onore, il 21 giugno di ogni anno, da allora, nell'isola è per tutti lo Shaun Goater Day.
Ha segnato quattro gol nei soli tre derby da lui disputati contro i rivali del Manchester United.

## Palmarès

### Giocatore

#### Club
- Football League Trophy: 1

Rotheram United: 1995-1996
- First Division: 1

Manchester City: 2001-2002